# Fanakalo
Fanakalo (auch Fanagalo) ist eine Lingua franca, vergleichbar mit dem Pidgin-Englisch, das sich ab Ende des 19. Jahrhunderts in den Gold-, Diamanten- und anderen Bergwerken Südafrikas – teils auch in den Bergbaugebieten Namibias, Sambias, Mosambiks, Simbabwes und des Kongo – als Verkehrssprache zwischen den Weißen und ihren Arbeitern, aber auch den indigenen Arbeitern untereinander, entwickelt hat. Teilweise benutzen es aber auch die Weißen Südafrikas – die Afrikaans sprechenden Buren und die Englisch sprechenden Gruppen untereinander – nicht nur um sich zu verständigen, sondern um auf ihren südafrikanischen Hintergrund abzuheben. Da in den südafrikanischen Bergwerken Arbeiter praktisch aus dem ganzen süd- und zentralafrikanischen Raum tätig wurden, war eine Lingua franca besonders vonnöten, um sich überhaupt untereinander verständigen zu können. Diese Arbeiter brachten die Sprache dann wiederum in ihre Heimatregionen mit zurück.
Die Arbeit im Montansektor brach die traditionellen Zusammenhänge des afrikanischen Stämmesystems auf. Hier kamen viele Indigene erstmals mit dem Umfeld der modernen Industrie, sehr großer Organisationsstrukturen und der Routine täglicher Arbeitsprozesse in Kontakt. Diese Arbeitswelt erzwang oft eine Neuorientierung in Fragen der persönlichen Gesundheitspflege, Hygiene, Beherbergung und des Transportwesens. Vor diesem Hintergrund erlangte das Fanakalo eine spezifisch prägende Rolle im Alltagsleben der Arbeiter.
Das Wort Fanakalo ist die Kombination von „gleich + es + das“ und bedeutet den Befehl: „Mach es genauso!“ Damit reflektiert die Bezeichnung bereits die Bedeutung des Fanakalo als Herrschaftssprache. Es entstammt den Nguni-Sprachen, einer Untergruppe der Bantusprachen, im Wesentlichen IsiZulu, IsiXhosa, Siswati und Ndebele.
Anders aber als beim Pidgin-Englisch ist nicht die Kolonialsprache die Hauptsprache, sondern das einheimische Zulu bzw. die anderen Nguni-Sprachen. Weiteren Einfluss haben Englisch, Afrikaans und Portugiesisch.
Der Linguist Ralph Adendorff unterscheidet zwischen dem Minen-Fanakalo und dem Garten-Fanakalo. Das Garten-Fanakalo (oder auch Küchen-Kaffer) war die Sprache mit den Küchenmädchen und Hausangestellten. Kaffer war zunächst die Benennung der Nguni-Sprachen, dann die abschätzige Bezeichnung einer jeden schwarzen Person und von daher seit langem ein verletzendes Schimpfwort. Das Minen-Fanakalo ist mit 70 % Vokabeln stärker am Zulu orientiert, als das Garten-Fanakalo, das stärker zum Englischen neigt.
Die Versuche Mitte des 20. Jahrhunderts das Fanakalo – ähnlich wie das Swahili – durch Standardisierung als „Basis-Bantu“ zu beleben, scheiterten aber. Es wird heute nur noch wenig gesprochen und war auch 1975 nur für wenige Hunderttausend ein Kommunikationsmittel.
Vergleichbare afrikanische Sprachen waren in Simbabwe (dem kolonialen Rhodesien) das Chilapalapa, mit großem Ndebele-Wortschatz. Aus Kenia ist das auf Swahili basierende ki-Settler bekannt. Die Vorsilbe „ki“ steht in den Bantusprachen für „Sprache“, heißt hier also: „Sprache der Siedler“.